# Agrostophyllum planicaule
Agrostophyllum planicaule es una orquídea epífita originaria del sudoeste de Asia.
El nombre común de Agrostophyllum planicaule significa "la Agrostophyllum de tallo plano".

## Distribución y hábitat
Se encuentra en Assam, la zona oriental del Himalaya, Nepal, las Islas Andamán, Birmania, Tailandia, Camboya y Vietnam en medio de malas hierbas y otras orquídeas.

## Descripción
Es una planta de tamaño  mediano, que prefiere clima cálido a fresco, es epífita,  tiene un tallo carnoso aplanado con  de 1 a 2 hojas oblongas que florece  en una inflorescencia globosa densamente cubierta de flores de 3 a 4 mm de ancho, con brácteas cortas fibroso-membranosas, lanceoladas, subagudas de color marrón. La floración se produce a fines de la primavera y comienzos de verano.

## Nombre común
- Español:
- Inglés: The Flat Stemmed Agrostophyllum.

## Sinonimia
- Agrostophyllum hasseltii Rchb.f. 1864;
- Agrostophyllum khasianum Griff. 1844;
- Appendicula hasseltii Wight 1851;
- Eria planicaulis Wall. ex Lindl. 1840[1]